# تئودور سیمون
تئودور سیمون (به فرانسوی: Théodore Simon) زادهٔ ۴ ژوئیه ۱۸۷۳، درگذشت ۴ سپتامبر ۱۹۶۱، یک روانشناس فرانسوی بود که به همراه آلفرد بینه بر روی معیاری برای سنجش بهره هوشی کار می‌کرد. او و بینه در سال‌های ۱۹۰۸ و ۱۹۱۱ به بازخوانی و تغییر معیار سنجش بهرهٔ هوشی پرداختند.
سیمون به احترام بینه دیگر تغییری در آزمون بینه-سیمون نداد.

## زندگی
سیمون در ۱۸۷۳ در دیژون به دنیا آمد، پدرش به عنوان مهندس ریل در PLM کار می‌کرد. او در آغاز زندگی پدرش را از دست داد و نزد عمویش بزرگ شد. پس از آن برادر بزرگش در ۲۳ سالگی از دنیا رفت. سیمون در زمینهٔ پزشکی تحصیل کرد و علاقهٔ زیادی به فلسفه و روانشناسی داشت از این رو نخست بر روی کودکان غیرطبیعی و بعد بر روی رابطهٔ میان رشد فیزیکی بچه‌ها و پیشرفت هوشی آنها کار کرد و دانشنامهٔ دکتری خود را در سال ۱۹۰۰ در این زمینه منتشر کرد.